# Turkanatoko
För andra betydelser, se Turkana.
Turkanatoko (Tockus jacksoni) är en fågel i familjen näshornsfåglar inom ordningen härfåglar och näshornsfåglar.

## Utbredning och systematik
Fågeln förekommer på torr savann i nordöstra Uganda och nordvästra Kenya. Vissa behandlar den som underart till savanntoko (Tockus deckeni).

## Status och hot
Arten har ett stort utbredningsområde, men tros minska i antal, dock inte tillräckligt kraftigt för att den ska betraktas som hotad. Internationella naturvårdsunionen IUCN listar arten som livskraftig (LC).

## Namn
Fågelns vetenskapliga artnamn hedrar Frederick John Jackson (1860-1929), engelsk upptäcktsresande, viceguvernör i Brittiska Östafrika 1907-1911 samt guvernör i Uganda 1911-1917.